# Manurga
Manurga es un concejo del municipio de Cigoitia, en la provincia de Álava, España. 

## Despoblado
Forma parte del concejo el despoblado de:
- Murabe.[1]

## Historia
Hacia mediados del siglo XIX, el lugar, ya por entonces perteneciente a Cigoitia, tenía contabilizada una población de 216 habitantes. Aparece descrito en el undécimo volumen del Diccionario geográfico-estadístico-histórico de España y sus posesiones de Ultramar de Pascual Madoz con las siguientes palabras:

MANURGA: l. del ayunt. de Cigoitia en la prov. de Alava, part. jud. de Vitoria (3 leg.), aud. terr. de Burgos, c. g. de las Provincias Vascongadas y dióc. de Calahorra (18): sit. en alto al S. y falda del monte Gorbea; clima frio; le combate el viento SO. y N. y se padecen costipados. Tiene 50 casas, igl. parr. (San Martin obispo), de muy buena arquitectura, servida por tres beneficiados, dos de ellos de racion entera y uno de media: para el surtido de los vec. hay varias fuentes de aguas comunes y saludables. El térm confina N. Ceanuri (Vizcaya) mediando el monte Gorbea; E. Larrinoa y Gopegui; S. Zaitegui, y O. Zarate de Zuya; comprendiendo en su circunferencia una dehesa poblada de robles bravos y tocornos, de donde se han sacado muchos pies para la construccion naval. El terreno es de mediana calidad; le bañan dos riach. que bajan de la mencionada sierra, y se juntan cerca del pueblo. Los caminos son locales: el correo se recibe de Vitoria. prod.: trigo, avena, cebada, maiz y patatas: cria de ganado vacuno, caballar y cabrío; caza de perdices y liebres. pobl.: 48 vec., 216 almas. riqueza y contr.: con su ayunt. (V.) Es patria de D. Juan Hurtado de Menzoa, secretario del despacho universal en tiempo de Felipe IV, y de D. Diego Hurtado de Mendoza, antecesor de aquel y teniente general de Cárlos Manuel, duque de Saboya.
(Madoz, 1848, p. 193)

En 2022, la entidad singular de población tenía empadronados 82 habitantes y el núcleo de población, ochenta.

## Demografía
| Gráfica de evolución demográfica de Manurga entre 2000 y 2017 |
|                                                               |
| Población de derecho según los censos de población del INE.   |

## Patrimonio
Hay en el concejo una iglesia de San Martín.